# 晉朝藩王列表
晉朝藩王列表列出兩晉時期晉朝冊封的諸侯國所有的藩王。
- 諸王在位年份，依《史記》、《漢書》各表體例，以初封、改封、復封之年作為元年開始計算，繼位者以先王去世之年的隔年作為元年開始計算。
- 國統未變而改封者，列入同一表；國名相同而國統不同者，列入不同表。

| 以縣為國 | 以郡為國 | 以數郡為國 | 非始封王的亲生后代 |

## 京兆府君系藩王

### 安平國→長樂國→安平國
| 晉朝安平國（265年－281年）   |      |            |          |          |               | |
| 晉朝長樂國（284年－290年代） |      |            |          |          |               | |
| 晉朝長樂國（290年代－？）    |      |            |          |          |               | |
| 晉朝安平國（？－420年）      |      |            |          |          |               | |
| 傳位                         | 世   | 稱號及諡號 | 姓名     | 在位年數 | 在位時間      | 備註 |
| 第1任                        | 始封 | 安平獻王   | 司馬孚   | 8年      | 265年－272年  | 漢朝京兆尹司馬防第三子。泰始元年（265年）十二月封安平王，八年（272年）二月去世。                                   |
| －                           | 二世 | 安平貞世子 | 司馬邕   | －       | －            | 司馬孚長子。早卒。                                                                                                 |
| －                           | 三世 | 安平世孫   | 司馬崇   | －       | －            | 司馬邕長子。早卒。                                                                                                 |
| 第2任                        | 三世 | 安平穆王   | 司馬隆   | 4年      | 273年－276年  | 司馬邕次子。本安平亭侯，泰始九年（273年）二月進封安平王，咸寧二年（276年）七月去世。                               |
| 第3任                        | 三世 | 安平王     | 司馬敦   | 5年      | 277年－281年  | 司馬邕三子，司馬隆之弟。咸寧三年（277年）正月封安平王，屬次國，太康二年（281年）三月去世。                         |
| 國絕                         |      |            |          |          |               | |
| 第4任                        | 四世 | 長樂王     | 司馬玷   | 26年?    | 284年－309年? | 武邑王司馬承之子。太康五年（284年）二月封長樂王，永嘉三年（309年）十一月石勒攻陷長樂國，司馬玷疑在當時被俘或被殺。 |
| 國絕                         |      |            |          |          |               | |
|                              |      | 安平王     | 司馬邃之 | ？       | ？－386年     | 世系不明，太元十一年（386年）八月去世。                                                                            |
|                              |      | 安平王     | 司馬球之 | 30年     | 387年－413年  | 世系不明，義熙九年（413年）十二月去世。                                                                            |
| 其後不詳                     |      |            |          |          |               | |

### 義陽國→棘陽國
| 晉朝義陽國（265年－301年）    |      |            |        |          |              | |
| 晉朝棘陽國（301年－？）       |      |            |        |          |              | |
| 傳位                          | 世   | 稱號及諡號 | 姓名   | 在位年數 | 在位時間     | 備註 |
| 第1任                         | 始封 | 義陽成王   | 司馬望 | 7年      | 265年－271年 | 安平獻王司馬孚第二子，出繼伯父司馬朗。泰始元年（265年）十二月封義陽王，泰始七年（271年）六月去世。                 |
| 第2任                         | 三世 | 義陽王     | 司馬奇 | 17年     | 272年－288年 | 司馬望之孫、司馬弈之子。太康九年（288年）五月有罪，貶為三縱亭侯。                                                  |
| 第3任                         | 三世 | 義陽王     | 司馬威 | 14年     | 288年－301年 | 司馬望之孫、河間平王司馬洪長子。本章武王，太康九年（288年）六月徙封義陽王，永寧元年（301年）四月與趙王司馬倫同誅。 |
| 永寧元年（301年）廢國為義陽郡 |      |            |        |          |              | |
| 第4任                         | 三世 | 棘陽王     | 司馬奇 | ？       | 301年－？    | 永寧元年（301年）以後復封棘陽縣王。                                                                                |

### 河間國→章武國
| 晉朝河間國（265年－277年） |      |            |          |          |              | |
| 晉朝章武國（277年－405年） |      |            |          |          |              | |
| 傳位                       | 世   | 稱號及諡號 | 姓名     | 在位年數 | 在位時間     | 備註 |
| 第1任                      | 始封 | 河間平王   | 司馬洪   | 12年     | 265年－276年 | 義陽成王司馬望第二子，出繼昌武亭侯司馬遗。泰始元年（265年）十二月封河間王，咸寧二年（276年）二月去世。                     |
| 第2任                      | 二世 | 河間王     | 司馬威   | 1年      | 277年        | 司馬洪長子，咸寧三年（277年）八月徙封章武王，太康九年（288年）六月徙封義陽王，以繼義陽成王司马望。                         |
| 第2任                      | 二世 | 章武王     | 司馬威   | 12年     | 277年－288年 | 司馬洪長子，咸寧三年（277年）八月徙封章武王，太康九年（288年）六月徙封義陽王，以繼義陽成王司马望。                         |
| 第3任                      | 二世 | 章武王     | 司馬混   | 24年     | 288年－311年 | 司馬洪第二子，太康九年（288年）十二月封章武王，後來疑在永嘉五年（311年）四月與東海世子司馬毗及宗室四十七王一起被石勒俘虜。 |
| 國絕數年後復國             |      |            |          |          |              | |
| 第4任                      | 三世 | 章武王     | 司馬滔   | ？       | 314年－？    | 司馬混之子，建興二年（314年）承襲章武王位，後來去世。                                                                      |
| 第5任                      | 四世 | 章武王     | 司馬休   | ？       | ？－328年    | 司馬滔之子，咸和二年（327年）投奔蘇峻的叛亂，明年蘇峻兵敗被殺。                                                            |
| 第6任                      | 四世 | 章武王     | 司馬珍   | 32年     | 331年－362年 | 司馬休之弟，咸和六年（331年）六月封章武王，隆和元年（362年）十月去世。                                                     |
| 王位中斷14年               |      |            |          |          |              | |
| 第7任                      | 四世 | 章武王     | 司馬範之 | 16年     | 376年－391年 | 河間王司馬欽之子，太元元年（376年）六月出繼，襲封章武王，十六年（391年）六月去世。                                         |
| 第8任                      | 五世 | 章武王     | 司馬秀   | 14年     | 392年－405年 | 司馬範之之子，義熙元年（405年）五月謀反被殺。                                                                              |

### 隨國
| 晉朝隨國（？－288年）    |      |            |        |          |              | |
| 晉朝隨國（288年－311年） |      |            |        |          |              | |
| 傳位                     | 世   | 稱號及諡號 | 姓名   | 在位年數 | 在位時間     | 備註 |
| －                       | 一世 | 隨穆王     | 司馬整 | －       | －           | 義陽成王司馬望第三子，後來追謚。                                                                                                 |
| 第1任                    | 二世 | 隨王       | 司馬邁 | 23年     | 288年－311年 | 司馬整之子，後封隨縣王，太康九年（288年）進封隨郡王，後來疑在永嘉五年（311年）四月與東海世子司馬毗及宗室四十七王一起被石勒俘虜。 |
| 國絕                     |      |            |        |          |              | |

### 東平國→竟陵國
| 晉朝東平國（265年－307年） |      |            |        |          |              | |
| 晉朝竟陵國（307年－311年） |      |            |        |          |              | |
| 傳位                       | 世   | 稱號及諡號 | 姓名   | 在位年數 | 在位時間     | 備註 |
| 第1任                      | 始封 | 東平王     | 司馬楙 | 43年     | 265年－307年 | 義陽成王司馬望第四子，本曹魏樂陵亭侯，泰始元年（265年）十二月進封東平王，永嘉元年（307年）徙封竟陵王，永嘉五年（311年）六月為漢趙將領劉曜殺害。 |
| 第1任                      | 始封 | 竟陵王     | 司馬楙 | 5年      | 307年－311年 | 義陽成王司馬望第四子，本曹魏樂陵亭侯，泰始元年（265年）十二月進封東平王，永嘉元年（307年）徙封竟陵王，永嘉五年（311年）六月為漢趙將領劉曜殺害。 |
| 國絕                       |      |            |        |          |              | |

### 勃海國→太原國→中丘國
| 晉朝勃海國（265年－277年）  |      |            |        |          |               | |
| 晉朝太原國（277年－291年?） |      |            |        |          |               | |
| 晉朝中丘國（291年?－311年） |      |            |        |          |               | |
| 傳位                        | 世   | 稱號及諡號 | 姓名   | 在位年數 | 在位時間      | 備註 |
| 第1任                       | 始封 | 勃海王     | 司馬輔 | 13年     | 265年－277年  | 安平獻王司馬孚第三子。泰始元年（265年）十二月封勃海王，咸寧三年（277年）八月徙封太原王，太康五年（284年）十一月去世。 |
| 第1任                       | 始封 | 太原成王   | 司馬輔 | 8年      | 277年－284年  | 安平獻王司馬孚第三子。泰始元年（265年）十二月封勃海王，咸寧三年（277年）八月徙封太原王，太康五年（284年）十一月去世。 |
| 第2任                       | 二世 | 太原王     | 司馬泓 | 7年?     | 285年－291年? | 司馬輔之子。元康元年（291年）左右徙封中丘王，元康三年（293年）十月去世。                                              |
| 第2任                       | 二世 | 中丘王     | 司馬泓 | 3年?     | 291年?－293年 | 司馬輔之子。元康元年（291年）左右徙封中丘王，元康三年（293年）十月去世。                                              |
| 第3任                       | 三世 | 中丘王     | 司馬鑠 | 18年     | 294年－311年  | 司馬泓之子。後來疑在永嘉五年（311年）四月與東海世子司馬毗及宗室四十七王一起被石勒俘虜。                               |
| 國絕                        |      |            |        |          |               | |

### 南宮國→武邑國
| 晉朝南宮國（270年－289年） |      |            |        |          |              | |
| 晉朝武邑國（289年－？）    |      |            |        |          |              | |
| 傳位                       | 世   | 稱號及諡號 | 姓名   | 在位年數 | 在位時間     | 備註 |
| 第1任                      | 始封 | 南宮王     | 司馬承 | 20年     | 270年－289年 | 安平貞世子司馬邕之子，出繼安平獻王司馬孚第四子司馬翼。本壽安亭侯，泰始六年（270年）五月進封南宮縣王，太康十年（289年）十月進封武邑王。 |
| 第1任                      | 始封 | 武邑王     | 司馬承 | ？       | 289年－？    | 安平貞世子司馬邕之子，出繼安平獻王司馬孚第四子司馬翼。本壽安亭侯，泰始六年（270年）五月進封南宮縣王，太康十年（289年）十月進封武邑王。 |
| 無嗣，惠帝時廢國省入長樂國 |      |            |        |          |              | |

### 下邳國
| 晉朝下邳國（265年－311年） |      |            |        |          |              | |
| 傳位                       | 世   | 稱號及諡號 | 姓名   | 在位年數 | 在位時間     | 備註                                                                                                 |
| 第1任                      | 始封 | 下邳献王   | 司馬晃 | 32年     | 265年－296年 | 安平獻王司馬孚第五子。本為曹魏西安男，泰始元年（265年）十二月進封下邳王，元康六年（296年）正月去世。 |
| 第2任                      | 二世 | 下邳王     | 司馬韡 | 5年      | 297年－301年 | 太原成王司馬輔第三子，出繼司馬晃，永寧元年（301年）八月去世。                                        |
| 第3任                      | 三世 | 下邳王     | 司馬韶 | 10年     | 302年－311年 | 司馬韡之子，後來疑在永嘉五年（311年）四月與東海世子司馬毗及宗室四十七王一起被石勒俘虜。              |
| 國絕                       |      |            |        |          |              | |

### 良城國
| 晉朝良城國（？－311年） |      |            |        |          |           |                                                                                                   |
| 傳位                    | 世   | 稱號及諡號 | 姓名   | 在位年數 | 在位時間  | 備註                                                                                              |
| 第1任                   | 始封 | 良城王     | 司馬綽 | ？       | ？－311年 | 下邳献王司馬晃第二子，後來疑在永嘉五年（311年）四月與東海世子司馬毗及宗室四十七王一起被石勒俘虜。 |
| 國絕                    |      |            |        |          |           |                                                                                                   |

### 太原國→河間國→樂成國→河間國
| 晉朝太原國（265年－277年） |      |            |          |          |              | |
| 晉朝河間國（277年－306年） |      |            |          |          |              | |
| 晉朝樂成國（306年－330年） |      |            |          |          |              | |
| 晉朝河間國（330年－？）    |      |            |          |          |              | |
| 傳位                       | 世   | 稱號及諡號 | 姓名     | 在位年數 | 在位時間     | 備註 |
| 第1任                      | 始封 | 太原烈王   | 司馬瑰   | 10年     | 265年－274年 | 安平獻王司馬孚第六子。本曹魏固始子，泰始元年（265年）十二月進封太原王，泰始十年（274年）閏正月去世。                                                                                                |
| 第2任                      | 二世 | 太原王     | 司馬顒   | 3年      | 275年－277年 | 司馬瑰之子，本太原王，咸寧三年（277年）八月徙封河間王，光熙元年（306年）十二月為南陽王司馬模殺害。咸和六年（331年）六月恢復原河間王的爵位。                                                         |
| 第2任                      | 二世 | 河間王     | 司馬顒   | 30年     | 277年－306年 | 司馬瑰之子，本太原王，咸寧三年（277年）八月徙封河間王，光熙元年（306年）十二月為南陽王司馬模殺害。咸和六年（331年）六月恢復原河間王的爵位。                                                         |
| 第3任                      | 三世 | 樂成王     | 司馬融   | 6年      | 306年－311年 | 彭城元王司馬植之子，光熙元年（306年）十二月出繼司馬顒，封樂成縣王，後來疑在永嘉五年（311年）四月與東海世子司馬毗及宗室四十七王一起被石勒俘虜。無子。咸和六年（331年）六月追贈爵位為樂成王（郡王）。 |
| 第4任                      | 四世 | 樂成王     | 司馬欽   | 15年以上 | ？－330年    | 彭城康王司馬釋之子，建興年間（313-316）襲封樂成縣王，咸和五年（330年）九月復封河間王，興寧元年（363年）三月去世。                                                                                   |
| 第4任                      | 四世 | 河間武王   | 司馬欽   | 36年     | 330年－365年 | 彭城康王司馬釋之子，建興年間（313-316）襲封樂成縣王，咸和五年（330年）九月復封河間王，興寧元年（363年）三月去世。                                                                                   |
| 第5任                      | 五世 | 河間景王   | 司馬曇之 | 19年     | 366年－384年 | 司馬欽之子，太元九年（384年）十月去世。 |
| 第6任                      | 六世 | 河間王     | 司馬國鎮 | 15年     | 385年－399年 | 蓋司馬曇之之子，隆安三年（399年）二月去世。 |
| 其後不詳                   |      |            |          |          |              | |

### 高陽國
| 晉朝高陽國（265年－278年）                                                    |      |            |        |          |              | |
| 傳位                                                                          | 世   | 稱號及諡號 | 姓名   | 在位年數 | 在位時間     | 備註 |
| 第1任                                                                         | 始封 | 高陽元王   | 司馬珪 | 10年     | 265年－274年 | 安平獻王司馬孚第七子。本為曹魏浈阳子，泰始元年（265年）十二月進封高陽王，十年（274年）閏正月去世，無後。 |
| 第2任                                                                         | 二世 | 高陽哀王   | 司馬緝 | 5年      | 274年－278年 | 太原成王司馬輔之子，泰始十年（274年）十二月出繼司馬珪，封高陽王，咸寧四年（278年）四月去世，無後。       |
| 太康二年（281年），以太原王司马瓌世子司马顒之子司马讼出繼司馬缉，封真定县侯。 |      |            |        |          |              | |

### 常山國
| 晉朝常山國（265年－275年） |      |            |        |          |              |                                                                                                |
| 傳位                       | 世   | 稱號及諡號 | 姓名   | 在位年數 | 在位時間     | 備註                                                                                           |
| 第1任                      | 始封 | 常山孝王   | 司馬衡 | 2年      | 265年－266年 | 安平獻王司馬孚第八子。本曹魏汝陽子，泰始元年（265年）十二月進封常山王，二年（266年）二月去世。 |
| 第2任                      | 二世 | 常山王     | 司馬殷 | 9年      | 267年－275年 | 安平獻王司馬孚之孫、安平世子司馬邕第四子，出繼司馬衡，咸寧元年（275年）十月去世。              |
| 後世系不明，國絕           |      |            |        |          |              |                                                                                                |

### 沛國
| 晉朝沛國（265年－311年） |      |            |          |          |              | |
| 傳位                     | 世   | 稱號及諡號 | 姓名     | 在位年數 | 在位時間     | 備註                                                                                               |
| 第1任                    | 始封 | 沛順王     | 司马子文 | 11年     | 265年－275年 | 安平獻王司馬孚第九子。本曹魏樂安亭侯，泰始元年（265年）十二月進封沛王，咸寧元年（275年）八月去世。 |
| 第2任                    | 二世 | 沛王       | 司馬韜   | ？       | 276年－？    | 司馬子文之子。                                                                                     |
| ？                       | ？   | 沛王       | 司馬滋   | ？       | ？－311年    | 世系不明，永嘉五年（311年）七月被石勒殺害。                                                        |
| 國絕                     |      |            |          |          |              | |

### 彭城國
| 晉朝彭城國（265年－420年） |      |            |          |          |              | |
| 傳位                       | 世   | 稱號及諡號 | 姓名     | 在位年數 | 在位時間     | 備註 |
| 第1任                      | 始封 | 彭城穆王   | 司馬權   | 11年     | 265年－275年 | 晉宣帝司馬懿之弟曹魏東武城戴侯司馬馗之子，泰始元年（265年）十二月進封彭城王，咸寧元年（275年）十月去世。 |
| 第2任                      | 二世 | 彭城元王   | 司馬植   | 25年     | 276年－300年 | 司馬權之子，永康元年（300年）八月去世。                                                                  |
| 第3任                      | 三世 | 彭城康王   | 司馬釋   | 9年      | 301年－309年 | 司馬植之子，永嘉三年（309年）正月去世。                                                                  |
| 第4任                      | 四世 | 彭城王     | 司馬雄   | 19年     | 310年－328年 | 司馬釋之子，咸和二年（327年）隨蘇峻反晉，明年兵敗被殺。                                                  |
| 第5任                      | 四世 | 彭城王     | 司馬紘   | 14年     | 329年－342年 | 司馬釋之子，咸和四年（329年）三月復封彭城王，咸康八年（342年）八月去世。                                 |
| 第6任                      | 五世 | 彭城王     | 司馬玄   | 25年     | 343年－367年 | 司馬紘長子，太和二年（367年）十月去世。                                                                  |
| 第7任                      | 六世 | 彭城王     | 司馬弘之 | 22年     | 368年－389年 | 司馬玄之子，太元十四年（389年）四月去世。                                                                |
| 第8任                      | 七世 | 彭城王     | 司馬邵之 | ？       | 390年－？    | 司馬弘之之子，在位年代及年數不明。                                                                       |
| 第9任                      | 八世 | 彭城王     | 司馬崇之 | ？       | ？－？       | 司馬邵之之子，在位年代及年數不明。                                                                       |
| 第10任                     | 九世 | 彭城王     | 司馬緝之 | ？       | ？－420年    | 司馬崇之之子，元熙二年（420年）宋代晉，國除。                                                            |

### 隴西國→高密國
| 晉朝隴西國（265年－296年） |      |            |          |          |              | |
| 晉朝高密國（296年－420年） |      |            |          |          |              | |
| 傳位                       | 世   | 稱號及諡號 | 姓名     | 在位年數 | 在位時間     | 備註 |
| 第1任                      | 始封 | 隴西王     | 司馬泰   | 32年     | 265年－296年 | 曹魏東武城戴侯司馬馗之子、彭城穆王司馬權之弟。本為曹魏陽亭侯，泰始元年（265年）十二月進封隴西王，元康六年（296年）徙封高密王。 |
| 第1任                      | 始封 | 高密文獻王 | 司馬泰   | 4年      | 296年－299年 | 曹魏東武城戴侯司馬馗之子、彭城穆王司馬權之弟。本為曹魏陽亭侯，泰始元年（265年）十二月進封隴西王，元康六年（296年）徙封高密王。 |
| 第2任                      | 二世 | 高密孝王   | 司馬略   | 9年      | 300年－309年 | 司馬泰第三子，永嘉三年（309年）三月去世。                                                                                      |
| 第3任                      | 三世 | 高密王     | 司馬據   | 2年以上  | 310年－？    | 司馬略之子，後來去世。 |
| 第4任                      | 四世 | 高密王     | 司馬紘   | 13年     | 317年－329年 | 彭城康王司馬釋之子，建武元年（317年）出繼司馬據，襲封高密王。咸和四年（329年）三月歸本宗，襲封彭城王。                         |
| 第5任                      | 五世 | 高密恭王   | 司馬俊   | 42年     | 330年－371年 | 彭城王司馬紘之子，咸和五年（330年）九月襲封高密王，太和六年（371年）十月去世。                                                 |
| 第6任                      | 六世 | 高密敬王   | 司馬純之 | 41年     | 372年－412年 | 司馬俊之子，義熙八年（412年）八月去世。                                                                                        |
| 第7任                      | 七世 | 高密王     | 司馬恢之 | 8年      | 413年－420年 | 司馬純之之子，元熙二年（420年）宋代晉，國除。                                                                                  |

### 東海國
| 晉朝東海國（291年－306年） |      |            |          |          |              | |
| 晉朝東海國（306年－402年） |      |            |          |          |              | |
| 傳位                       | 世   | 稱號及諡號 | 姓名     | 在位年數 | 在位時間     | 備註 |
| 第1任                      | 始封 | 東海孝獻王 | 司馬越   | 21年     | 291年－311年 | 高密文獻王司馬泰長子。本為隴西世子，永平元年（291年）八月封東海王，光熙元年（306年）增封下邳、济阳二郡，永嘉中又增封蘭陵郡，永嘉五年（311年）三月去世。             |
| －                         | 二世 | 東海世子   | 司馬毗   | －       | －           | 司馬越之子，永嘉五年（311年）四月與宗室一起被石勒俘虜。 |
| 第2任                      | 三世 | 東海哀王   | 司馬沖   | ？       | ？－341年    | 晉元帝司馬睿第三子，司馬毗没于石勒後出繼司馬毗，称東海世子，增封毗陵郡（改为晉陵郡），後又改食下邳、兰陵二郡。襲封東海王後，增封荥阳郡，咸康七年（341年）八月去世。 |
| 第3任                      | 五世 | 東海王     | 司馬奕   | 20年     | 342年─361年  | 晉成帝司馬衍之子，咸康八年（342年）八月出繼司馬沖，襲封東海王，以临川郡代替荥阳郡作为东海国的支郡。升平五年（361年）五月還本宗，襲封琅邪王。                        |
| 國絕，後復封               |      |            |          |          |              | |
| 第3任                      | 五世 | 東海王     | 司馬奕   | 1年      | 371年        | 原為晉皇帝，咸安元年（371年）十一月廢為東海王，十二月降為海西公。                                                                                                   |
| 國絕，後復封               |      |            |          |          |              | |
| 第4任                      | 六世 | 東海王     | 司馬彥璋 | 3年      | 400年－402年 | 會稽忠世子司馬元顯次子。隆安四年（400年）十一月出繼司馬沖，襲封東海王，改以吴兴郡作为东海国的支郡，元興元年（402年）三月為桓玄叛軍殺害，國除。                      |

### 東燕國→新蔡國
| 晉朝東燕國（306年－307年） |      |            |          |          |              | |
| 晉朝新蔡國（307－420年）   |      |            |          |          |              | |
| 傳位                       | 世   | 稱號及諡號 | 姓名     | 在位年數 | 在位時間     | 備註 |
| 第1任                      | 始封 | 東燕王     | 司馬騰   | 2年      | 306年－307年 | 高密文獻王司馬泰第二子。初封東瀛公，光熙元年（306年）九月改封東燕王，永嘉元年（307年）三月改封新蔡王，五月被殺。 |
| 第1任                      | 始封 | 新蔡武哀王 | 司馬騰   | 1年      | 307年        | 高密文獻王司馬泰第二子。初封東瀛公，光熙元年（306年）九月改封東燕王，永嘉元年（307年）三月改封新蔡王，五月被殺。 |
| 第2任                      | 二世 | 新蔡莊王   | 司馬確   | 4年      | 308年－311年 | 司馬騰第四子，永嘉五年（311年）在南頓被石勒殺害。                                                                |
| 第3任                      | 三世 | 新蔡王     | 司馬滔   | ？       | ？－314年    | 章武王司馬混之子，出繼司馬確，建興二年（314年）還本宗為章武王。                                                  |
| 第4任                      | 三世 | 新蔡王     | 司馬弼   | 2年      | 317年－318年 | 汝南威王司馬祐之子，建武元年（317年）十一月出繼司馬確，襲封新蔡王，太興元年（318年）十一月去世。                 |
| 第5任                      | 三世 | 新蔡王     | 司馬邈   | 34年     | 333年－366年 | 汝南威王司馬祐之子、司馬弼之弟，咸和八年（333年）四月立為新蔡王，太和元年（366年）三月去世。                     |
| 第6任                      | 四世 | 新蔡王     | 司馬晃   | 5年      | 367年－371年 | 司馬邈之子，咸安元年（317年）十一月被廢，流放衡陽。                                                              |
| 第7任                      | 四世 | 新蔡王     | 司馬崇   | 19年     | 384年－402年 | 司馬邈之子、司馬晃之弟，太元九年（384年）十月封新蔡王，元興元年（（402年）七月被殺。                             |
| 第8任                      | 五世 | 新蔡王     | 司馬惠   | 18年     | 403年－420年 | 司馬崇之子，元熙二年（420年）宋代晉，國除。                                                                      |
| －                         | －   | －         | 司馬道賜 | －       | －           | 河間王司馬國鎮之子，義熙十一年（415年）五月以新蔡王的身份與司馬休之等人北投後秦。                                |

### 南陽國
| 晉朝南陽國（306年－319年） |      |            |        |          |              | |
| 傳位                       | 世   | 稱號及諡號 | 姓名   | 在位年數 | 在位時間     | 備註 |
| 第1任                      | 始封 | 南陽王     | 司馬模 | 6年      | 306年－311年 | 高密文獻王司馬泰第四子。原為平昌公，光熙元年（306年）九月進封南陽王，永嘉五年（311年）八月，劉聰使其子劉粲攻陷長安，與范陽王司馬黎一起遇害。 |
| 第2任                      | 二世 | 南陽王     | 司馬保 | 8年      | 312年－319年 | 司馬模之子，太興二年（319年）在祁山自稱晉王。                                                                                                |
| 稱晉王，建晉國             |      |            |        |          |              | |

### 晉國
| 晉朝晉國（319年－320年） |      |            |        |          |              |                                                                                           |
| 傳位                     | 世   | 稱號及諡號 | 姓名   | 在位年數 | 在位時間     | 備註                                                                                      |
| 第1任                    | 自立 | 晉元王     | 司馬保 | 2年      | 319年－320年 | 南陽王司馬模之子，太興二年（319年）四月在祁山自稱晉王，改元建康，明年五月為其將張春所害。 |
| 國絕                     |      |            |        |          |              |                                                                                           |

### 范陽國
| 晉朝范陽國（265年－311年） |      |            |        |          |              | |
| 傳位                       | 世   | 稱號及諡號 | 姓名   | 在位年數 | 在位時間     | 備註 |
| 第1任                      | 始封 | 范陽康王   | 司馬綏 | 14年     | 265年－278年 | 曹魏東武城戴侯司馬馗之子、高密文獻王司馬泰之弟。泰始元年（265年）十二月封范陽王，咸寧四年（278年）七月去世。 |
| 第2任                      | 二世 | 范陽王     | 司馬虓 | 28年     | 279年－306年 | 司馬綏之子，光熙元年（306年）十月去世。                                                                      |
| 第3任                      | 三世 | 范陽王     | 司馬黎 | 5年      | 307年－311年 | 司馬虓養子、南陽王司馬模親子。永嘉五年（311年）八月，劉聰使其子劉粲攻陷長安，與南陽王司馬模一起遇害。        |
| 國絕                       |      |            |        |          |              | |

### 濟南國→中山國
| 晉朝濟南國（265年－277年） |      |            |        |          |              |                                                                                                  |
| 晉朝中山國（277年－304年） |      |            |        |          |              |                                                                                                  |
| 傳位                       | 世   | 稱號及諡號 | 姓名   | 在位年數 | 在位時間     | 備註                                                                                             |
| 第1任                      | 始封 | 濟南惠王   | 司馬遂 | 2年      | 265年－266年 | 曹魏鴻臚丞司馬恂之子。原為曹魏祝阿伯，泰始元年（265年）十二月進封濟南王，二年（266年）六月去世。 |
| 第2任                      | 二世 | 濟南王     | 司馬耽 | 11年     | 267年－277年 | 司馬遂之子，咸寧三年（277年）八月徙封中山王，元康二年（292年）九月去世，無子。                   |
| 第2任                      | 二世 | 中山王     | 司馬耽 | 16年     | 277年－292年 | 司馬遂之子，咸寧三年（277年）八月徙封中山王，元康二年（292年）九月去世，無子。                   |
| 第3任                      | 二世 | 中山王     | 司馬緝 | 12年     | 293年－304年 | 司馬耽之弟。永興元年（304年），王浚破鄴，司馬緝沒於陣中。                                        |
| 國絕                       |      |            |        |          |              |                                                                                                  |

### 中山國→高陽國
| 晉朝中山國（265年－277年） |      |            |          |          |              | |
| 晉朝高陽國（280年－420年） |      |            |          |          |              | |
| 傳位                       | 世   | 稱號及諡號 | 姓名     | 在位年數 | 在位時間     | 備註 |
| 第1任                      | 始封 | 中山王     | 司馬睦   | 13年     | 265年－277年 | 魏中郎司馬進之子。本安平亭侯，泰始元年（265年）十二月進封中山王，咸寧三年（277年）七月有罪，貶為丹水縣侯，太康元年（280年）六月進封高陽王，元康元年（291年）去世。 |
| 第1任                      | 始封 | 高陽王     | 司馬睦   | 12年     | 280年－291年 | 魏中郎司馬進之子。本安平亭侯，泰始元年（265年）十二月進封中山王，咸寧三年（277年）七月有罪，貶為丹水縣侯，太康元年（280年）六月進封高陽王，元康元年（291年）去世。 |
| －                         | 二世 | 高陽世子   | 司馬蔚   | －       | －           | 司馬睦之子，早卒。 |
| 第2任                      | 三世 | 高陽王     | 司馬毅   | 20年     | 292年－311年 | 司馬蔚之子，後來在永嘉五年（311年）四月與東海世子司馬毗及宗室四十七王一起被石勒俘虜。                                                                              |
| 國絕，後復國               |      |            |          |          |              | |
| 第3任                      | 六世 | 高陽王     | 司馬文深 | 5年      | 397年－401年 | 譙敬王司馬恬之孫、司馬恢之子，隆安元年（397年）出繼司馬毅，襲封高陽王，五年（401年）去世。                                                                         |
| 國絕                       |      |            |          |          |              | |
| 第4任                      | 七世 | 高陽王     | 司馬法蓮 | 15年     | 406年－420年 | 高密敬王司馬純之之子，義熙二年（406年）五月出繼司馬文深，襲封高陽王，元熙二年（420年）宋代晉，國除。                                                               |

### 譙國
| 晉朝譙國（265年－402年） |      |            |          |          |              | |
| 晉朝譙國（402年－403年） |      |            |          |          |              | |
| 晉朝譙國（405年－415年） |      |            |          |          |              | |
| 傳位                     | 世   | 稱號及諡號 | 姓名     | 在位年數 | 在位時間     | 備註 |
| 第1任                    | 始封 | 譙剛王     | 司馬遜   | 2年      | 265年－266年 | 曹魏中郎司馬進之子。原為涇陽男，泰始元年（265年）十二月進封譙王，二年（266年）七月去世。                               |
| 第2任                    | 二世 | 譙定王     | 司馬隨   | 36年     | 267年－302年 | 司馬遜長子，太安元年（302年）正月去世。                                                                                |
| 第3任                    | 三世 | 譙王       | 司馬邃   | 9年      | 303年－311年 | 司馬隨之子，永嘉五年（311年）四月與東海世子司馬毗及宗室四十七王一起被石勒俘虜。                                        |
| 第4任                    | 二世 | 譙閔王     | 司馬承   | 6年      | 317年－322年 | 司馬遜第二子，建武元年（317年）晉王司馬睿封他為譙王，永昌元年（322年）四月為王敦部將殺害。                             |
| 第5任                    | 三世 | 譙烈王     | 司馬無忌 | 28年     | 323年－350年 | 司馬承之子，永和六年（350年）八月去世。                                                                                |
| 第6任                    | 四世 | 譙敬王     | 司馬恬   | 40年     | 351年－390年 | 司馬無忌長子，太元十五年（390年）正月去世。                                                                            |
| 第7任                    | 五世 | 譙忠王     | 司馬尚之 | 12年     | 391年－402年 | 司馬恬長子，元興元年（402年）二月為桓玄叛軍殺害。                                                                      |
| 第8任                    | 五世 | 譙王       | 司馬康之 | ？       | 402年－403年 | 譙王司馬尚之從弟、譙閔王司馬承曾孫，元興元年（402年）左右立為譙縣王，永始元年（403年）桓玄代晉建楚。                   |
| 第9任                    | 六世 | 譙王       | 司馬文思 | 11年     | 405年－415年 | 譙敬王司馬恬第四子司馬休之的長子，義熙元年（405年）晉安帝復祚後封為譙王，十一年（415年）五月與其父司馬休之等北投後秦。 |

### 北海國→任城國
| 晉朝北海國（265年－277年） |      |            |        |          |              | |
| 晉朝任城國（277年－311年） |      |            |        |          |              | |
| 傳位                       | 世   | 稱號及諡號 | 姓名   | 在位年數 | 在位時間     | 備註 |
| 第1任                      | 始封 | 北海王     | 司馬陵 | 13年     | 265年－277年 | 曹魏安城亭侯司馬通之子。泰始元年（265年）十二月封北海王，咸寧三年（277年）八月徙封任城王，太康四年（283年）四月去世。 |
| 第1任                      | 始封 | 任城景王   | 司馬陵 | 7年      | 277年－283年 | 曹魏安城亭侯司馬通之子。泰始元年（265年）十二月封北海王，咸寧三年（277年）八月徙封任城王，太康四年（283年）四月去世。 |
| 第2任                      | 二世 | 任城王     | 司馬济 | 28年     | 284年－311年 | 司馬陵之子，永嘉五年（311年）四月為石勒殺害。                                                                         |
| 國絕                       |      |            |        |          |              | |

### 陳國→西河國
| 晉朝陳國（265年－277年）   |      |            |        |          |              | |
| 晉朝西河國（277年－311年） |      |            |        |          |              | |
| 傳位                       | 世   | 稱號及諡號 | 姓名   | 在位年數 | 在位時間     | 備註 |
| 第1任                      | 始封 | 陳王       | 司馬斌 | 13年     | 265年－277年 | 曹魏安城亭侯司馬通第三子。泰始元年（265年）十二月封陳王，咸寧三年（277年）八月徙封西河王，四年（278年）十二月去世。 |
| 第1任                      | 始封 | 西河繆王   | 司馬斌 | 2年      | 277年－278年 | 曹魏安城亭侯司馬通第三子。泰始元年（265年）十二月封陳王，咸寧三年（277年）八月徙封西河王，四年（278年）十二月去世。 |
| 第2任                      | 二世 | 西河王     | 司馬隱 | ？       | 279年－？    | 司馬斌之子。 |
| 第3任                      | 三世 | 西河王     | 司馬孴 | ？       | ？－311年    | 司馬隱之子，永嘉五年（311年）四月為石勒殺害。                                                                       |
| 國絕                       |      |            |        |          |              | |

## 宣帝系藩王

### 扶風國→汝南國
| 晉朝扶風國（265年－277年） |      |            |          |          |              | |
| 晉朝汝南國（277年－420年） |      |            |          |          |              | |
| 傳位                       | 世   | 稱號及諡號 | 姓名     | 在位年數 | 在位時間     | 備註 |
| 第1任                      | 始封 | 扶風王     | 司馬亮   | 13年     | 265年－277年 | 晉宣帝司馬懿第三子。原為曹魏祁陽伯，泰始元年（265年）十二月封扶風王，咸寧三年（277年）八月徙封汝南王，元康元年（291年）六月為楚王司馬瑋殺害。 |
| 第1任                      | 始封 | 汝南文成王 | 司馬亮   | 15年     | 277年－291年 | 晉宣帝司馬懿第三子。原為曹魏祁陽伯，泰始元年（265年）十二月封扶風王，咸寧三年（277年）八月徙封汝南王，元康元年（291年）六月為楚王司馬瑋殺害。 |
| －                         | 二世 | 汝南懷王   | 司馬矩   | －       | －           | 司馬亮第二子，元康元年（291年）六月為楚王司馬瑋殺害，其子司馬祐即位後，追封為王。                                                             |
| 第2任                      | 三世 | 汝南威王   | 司馬祐   | 35年     | 292年－326年 | 司馬矩之子，咸和元年（326年）十月去世。 |
| 第3任                      | 四世 | 汝南恭王   | 司馬統   | 29年     | 327年－355年 | 司馬祐之子，咸和元年（326年）因司馬宗謀反之事一度被廢，後復立。永和十一年（355年）正月去世。                                                  |
| 第4任                      | 五世 | 汝南王     | 司馬羲   | 34年     | 356年－389年 | 司馬統之子，太元十四年（389年）八月去世。 |
| 第5任                      | 六世 | 汝南王     | 司馬遵之 | 18年     | 390年－407年 | 司馬羲之之子，義熙三年（407年）七月謀反一事被殺。                                                                                             |
| 第6任                      | 七世 | 汝南王     | 司馬蓮扶 | 13年     | 408年－420年 | 司馬遵之之弟司馬楷之之子，元熙二年（420年）宋代晉，國除。                                                                                     |

### 西陽國→弋陽國
| 晉朝西陽國（291年－326年） |      |            |        |          |              | |
| 晉朝弋陽國（326年－329年） |      |            |        |          |              | |
| 傳位                       | 世   | 稱號及諡號 | 姓名   | 在位年數 | 在位時間     | 備註 |
| 第1任                      | 始封 | 西陽王     | 司馬羕 | 27年     | 300年－326年 | 汝南文成王司馬亮第三子。本為西陽縣公，元康元年（291年）八月進封西陽王，。永興元年（304年）因長沙王司馬乂一黨的身份而廢為庶人，光熙元年（306年）復爵。咸和元年（326年）十月貶為弋陽縣王，四年（329年）二月被殺。 |
| 第1任                      | 始封 | 弋陽王     | 司馬羕 | 4年      | 326年－329年 | 汝南文成王司馬亮第三子。本為西陽縣公，元康元年（291年）八月進封西陽王，。永興元年（304年）因長沙王司馬乂一黨的身份而廢為庶人，光熙元年（306年）復爵。咸和元年（326年）十月貶為弋陽縣王，四年（329年）二月被殺。 |
| 國絕                       |      |            |        |          |              | |

### 南頓國
| 晉朝南頓國（306年－326年） |      |            |        |          |              | |
| 傳位                       | 世   | 稱號及諡號 | 姓名   | 在位年數 | 在位時間     | 備註 |
| 第1任                      | 始封 | 南頓王     | 司馬宗 | 22年     | 305年－326年 | 汝南文成王司馬亮第四子。原為南頓縣公，永興二年（305年）討伐劉喬迎接晉惠帝回洛陽有功，進封為南頓王，咸和元年（326年）十月被殺。 |
| 國絕                       |      |            |        |          |              | |

### 汝陽國
| 晉朝汝陽國（306年－311年） |      |            |        |          |              | |
| 傳位                       | 世   | 稱號及諡號 | 姓名   | 在位年數 | 在位時間     | 備註 |
| 第1任                      | 始封 | 汝陽王     | 司馬熙 | 7年      | 305年－311年 | 汝南文成王司馬亮第五子。原為汝陽縣公，永興二年（305年）討伐劉喬迎接晉惠帝回洛陽有功，進爵為汝陽縣王，永嘉五年（311年）四月死於石勒亂兵。 |
| 國絕                       |      |            |        |          |              | |

### 東莞國→琅邪國
| 晉朝東莞國（265年－277年） |      |            |          |          |              | |
| 晉朝琅邪國（277年－317年） |      |            |          |          |              | |
| 晉朝琅邪國（317年－418年） |      |            |          |          |              | |
| 傳位                       | 世   | 稱號及諡號 | 姓名     | 在位年數 | 在位時間     | 備註 |
| 第1任                      | 始封 | 東莞王     | 司馬伷   | 13年     | 265年－277年 | 晉宣帝司馬懿第四子。原為曹魏南皮伯，泰始元年（265年）十二月封東莞王，咸寧三年（277年）八月徙封琅邪王，太康四年（283年）五月去世。 |
| 第1任                      | 始封 | 琅邪武王   | 司馬伷   | 7年      | 277年－283年 | 晉宣帝司馬懿第四子。原為曹魏南皮伯，泰始元年（265年）十二月封東莞王，咸寧三年（277年）八月徙封琅邪王，太康四年（283年）五月去世。 |
| 第2任                      | 二世 | 琅邪恭王   | 司馬覲   | 7年      | 284年－290年 | 司馬伷長子，太熙元年（290年）二月去世。                                                                                           |
| 第3任                      | 三世 | 琅邪王     | 司馬睿   | 27年     | 291年－317年 | 司馬覲之子，建興五年（317年）三月稱晉王，改元建武。                                                                               |
| 第4任                      | 四世 | 琅邪孝王   | 司馬裒   | 1年      | 317年        | 晉元帝司馬睿第二子。原為宣城公，建武元年（317年）三月封琅邪王，以会稽、宣城二郡為琅邪國的支郡，同年十月去世。                     |
| 第5任                      | 五世 | 琅邪哀王   | 司馬安國 | 1年      | 317年        | 司馬裒之子，建武元年（317年）即位，同年去世。                                                                                     |
| 第6任                      | 四世 | 琅邪悼王   | 司馬煥   | 1年      | 318年        | 晉元帝司馬睿第五子。原為顯義亭侯，太興元年（318年）十二月封琅邪王，同月去世。                                                     |
| 第7任                      | 四世 | 琅邪王     | 司馬昱   | 6年      | 322年－327年 | 晉元帝司馬睿第六子，永昌元年（322年）三月封琅邪王，咸和二年（327年）十二月徙封會稽王。                                            |
| 第8任                      | 五世 | 琅邪王     | 司馬岳   | 16年     | 327年－342年 | 晉明帝司馬紹之子。原為吳王，咸和二年（327年）十二月徙封琅邪王，改以吳郡為琅邪國的支郡，咸康八年（342年）六月即位為晉皇帝。        |
| 第9任                      | 六世 | 琅邪王     | 司馬丕   | 20年     | 342年－361年 | 晉成帝司馬衍之子，咸康八年（342年）六月封琅邪王，升平五年（361年）五月即位為晉皇帝。                                              |
| 第10任                     | 六世 | 琅邪王     | 司馬奕   | 5年      | 361年－365年 | 晉成帝司馬衍子，升平五年（361年）五月封琅邪王，興寧三年（365年）二月即位為晉皇帝。                                                |
| 第11任                     | 四世 | 琅邪王     | 司馬昱   | 7年      | 365年－371年 | 晉元帝司馬睿第六子。原為會稽王，興寧三年（365年）二月復封琅邪王，咸安元年（371年）十一月即位為晉皇帝。                            |
| 第12任                     | 五世 | 琅邪王     | 司馬道子 | 21年     | 372年－392年 | 晉簡文帝司馬昱之子，咸安二年（372年）七月封琅邪王，太元十七年（392年）十一月徙封會稽王。                                          |
| 第13任                     | 六世 | 琅邪王     | 司馬德文 | 27年     | 392年－418年 | 晉孝武帝司馬曜之子，太元十七年（392年）十一月封琅邪王，義熙十四年（418年）十二月即位為晉皇帝。                                    |
| 即皇帝位，國除             |      |            |          |          |              | |

### 晉國
| 晉朝晋國（317年－318年） |      |            |        |          |              | |
| 傳位                     | 世   | 稱號及諡號 | 姓名   | 在位年數 | 在位時間     | 備註 |
| 第1任                    | 始封 | 晋王       | 司馬睿 | 2年      | 317年－318年 | 琅邪恭王司馬覲之子。原為琅邪王，建興五年（317年）三月稱晉王，改元建武，太興元年（318年）三月即位為晉皇帝。 |
| 即位為帝                 |      |            |        |          |              | |

### 武陵國→新寧國→武陵國
| 晉朝武陵國（304年－371年，387年－420年） |      |            |          |          |              | |
| 晉朝新寧國（381年－387年）               |      |            |          |          |              | |
| 傳位                                     | 世   | 稱號及諡號 | 姓名     | 在位年數 | 在位時間     | 備註 |
| 第1任                                    | 始封 | 武陵莊王   | 司馬澹   | 8年      | 304年－311年 | 琅邪武王司馬伷第二子。原為東武公，永興元年（304年）進封武陵王，永嘉五年（311年）死於石勒之亂。                                                                               |
| 第2任                                    | 二世 | 武陵哀王   | 司馬喆   | －       | －           | 司馬澹之子，永嘉五年（311年）死於石勒之亂。無子。 |
| 第3任                                    | 三世 | 武陵威王   | 司馬晞   | 54年     | 318年－371年 | 晉元帝司馬睿第四子，出繼司馬喆，太興元年（318年）六月襲封武陵王，咸安元年（371年）十一月為桓溫所廢，太元六年（381年）晉孝武帝追封為新寧郡王，太元十二年（387年）追復武陵王。 |
| 第3任                                    | 三世 | 新寧王     | 司馬晞   | －       | －           | 晉元帝司馬睿第四子，出繼司馬喆，太興元年（318年）六月襲封武陵王，咸安元年（371年）十一月為桓溫所廢，太元六年（381年）晉孝武帝追封為新寧郡王，太元十二年（387年）追復武陵王。 |
| 第4任                                    | 四世 | 新寧王     | 司馬遵   | 4年      | 384年－387年 | 司馬晞之子，太元九年（384年）正月襲封新寧王，十二年（387年）九月復封武陵王，義熙四年（408年）正月去世。                                                                      |
| 第4任                                    | 四世 | 武陵忠敬王 | 司馬遵   | 22年     | 387年－408年 | 司馬晞之子，太元九年（384年）正月襲封新寧王，十二年（387年）九月復封武陵王，義熙四年（408年）正月去世。                                                                      |
| 第5任                                    | 五世 | 武陵定王   | 司馬季度 | 4年      | 409年－412年 | 司馬遵之子，義熙八年（412年）七月去世。 |
| 第6任                                    | 六世 | 武陵王     | 司馬球之 | 8年      | 413年－420年 | 司馬季度之子，元熙二年（420年）宋代晉，國除。 |

### 東安國
| 晉朝东安國（291年－311年） |      |            |        |          |              | |
| 傳位                       | 世   | 稱號及諡號 | 姓名   | 在位年數 | 在位時間     | 備註 |
| 第1任                      | 始封 | 東安王     | 司馬繇 | 1年      | 291年        | 琅邪武王司馬伷第三子。原為東安公，因誅楊駿有功，元康元年（291年）三月進封東安王。同年免爵，徙帶方。永寧元年（301年）九月復爵，永興元年（304年）八月被殺。 |
| 第1任                      | 始封 | 東安王     | 司馬繇 | 4年      | 301年－304年 | 琅邪武王司馬伷第三子。原為東安公，因誅楊駿有功，元康元年（291年）三月進封東安王。同年免爵，徙帶方。永寧元年（301年）九月復爵，永興元年（304年）八月被殺。 |
| 第2任                      | 二世 | 東安王     | 司馬渾 | ？       | ？－？       | 司馬繇之兄琅邪恭王司馬覲之子。原為長樂亭侯，出繼司馬繇，襲封東安王，不久去世。                                                                            |
| 國絕                       |      |            |        |          |              | |

### 淮陵國
| 晉朝淮陵國（301年－420年） |      |            |          |          |              | |
| 傳位                       | 世   | 稱號及諡號 | 姓名     | 在位年數 | 在位時間     | 備註                                                                                                   |
| 第1任                      | 始封 | 淮陵元王   | 司馬漼   | ？       | 301年－？    | 琅邪武王司馬伷第四子。原為廣陵公，永寧元年（301年）因廢趙王倫迎晉惠帝之功，進封淮陵王，後來去世。      |
| 第2任                      | 二世 | 淮陵貞王   | 司馬融   | ？       | ？－？       | 司馬漼之子，後來去世。無子。                                                                           |
| 第3任                      | 五世 | 淮陵王     | 司馬蘊   | 17年     | 399年－415年 | 武陵威王司馬晞之孫，隆安三年（399年）正月封淮陵王，以奉司馬漼之祀，義熙十一年（415年）三月去世。無子。 |
| 第4任                      | 七世 | 淮陵王     | 司馬安之 | ？       | ？－420年    | 臨川王司馬寶之子，出繼司馬蘊。元熙二年（420年）宋代晉，國除。                                          |

### 平原國
| 晉朝平原國（265年－311年） |      |            |        |          |              |                                                                                                  |
| 傳位                       | 世   | 稱號及諡號 | 姓名   | 在位年數 | 在位時間     | 備註                                                                                             |
| 第1任                      | 始封 | 平原王     | 司馬榦 | 47年     | 265年－311年 | 晉宣帝司馬懿第六子。原為曹魏定陶伯，泰始元年（265年）十二月封平原王，永嘉五年（311年）正月去世。 |
| 國絕                       |      |            |        |          |              |                                                                                                  |

### 汝陰國→扶風國→順陽國
| 晉朝汝陰國（265年－277年） |      |            |        |          |              | |
| 晉朝扶風國（277年－289年） |      |            |        |          |              | |
| 晉朝順陽國（289年－311年） |      |            |        |          |              | |
| 傳位                       | 世   | 稱號及諡號 | 姓名   | 在位年數 | 在位時間     | 備註 |
| 第1任                      | 始封 | 汝陰王     | 司馬駿 | 13年     | 265年－277年 | 晉宣帝司馬懿第七子。原為曹魏東牟侯，泰始元年（265年）十二月封汝陰王，咸寧三年（277年）八月徙封扶風王，太康七年（286年）九月去世。 |
| 第1任                      | 始封 | 扶風武王   | 司馬駿 | 10年     | 277年－286年 | 晉宣帝司馬懿第七子。原為曹魏東牟侯，泰始元年（265年）十二月封汝陰王，咸寧三年（277年）八月徙封扶風王，太康七年（286年）九月去世。 |
| 第2任                      | 二世 | 扶風王     | 司馬暢 | 3年      | 287年－289年 | 司馬駿之子，太康十年（289年）十一月徙封順陽王。永嘉五年（311年）六月劉聰入洛，不知下落。                                          |
| 第2任                      | 二世 | 順陽王     | 司馬暢 | 26年     | 289年－311年 | 司馬駿之子，太康十年（289年）十一月徙封順陽王。永嘉五年（311年）六月劉聰入洛，不知下落。                                          |
| 國絕                       |      |            |        |          |              | |

### 新野國
| 晉朝新野國（302年－311年） |      |            |        |          |              | |
| 傳位                       | 世   | 稱號及諡號 | 姓名   | 在位年數 | 在位時間     | 備註 |
| 第1任                      | 始封 | 新野莊王   | 司馬歆 | 2年      | 302年－303年 | 扶風武王司馬駿少子、順陽王司馬暢之弟。原為新野縣公，因隨齊王司馬冏討伐趙王司馬倫有功，永寧二年（302年）進封新野王，太安二年（303年）五月為蠻人張昌殺害。 |
| 第2任                      | 二世 | 新野王     | 司馬劭 | 8年      | 304年－311年 | 順陽王司馬暢之子，出繼司馬歆，永嘉五年（311年）沒於石勒亂兵。                                                                                            |
| 國絕                       |      |            |        |          |              | |

### 梁國
| 晉朝梁國（265年－417年） |      |            |          |          |              | |
| 傳位                     | 世   | 稱號及諡號 | 姓名     | 在位年數 | 在位時間     | 備註 |
| 第1任                    | 始封 | 梁孝王     | 司馬肜   | 38年     | 265年－302年 | 晉宣帝司馬懿第八子。原為曹魏開平子，泰始元年（265年）十二月封梁王，太安元年（302年）五月去世。                   |
| 第2任                    | 三世 | 梁懷王     | 司馬禧   | 9年      | 303年－311年 | 武陵莊王司馬澹之子，出繼司馬肜，永嘉五年（311年）沒於石勒亂兵。                                                  |
| 世系中斷                 |      |            |          |          |              | |
| 第3任                    | 三世 | 梁殤王     | 司馬悝   | ？       | ？－317年    | 西陽王司馬羕之子，晉元帝司馬睿立為梁王，出繼司馬肜，建武元年（317年）七月去世。                                  |
| 第4任                    | 四世 | 梁聲王     | 司馬翘   | 10年     | 317年－326年 | 司馬禧之子，建武元年（317年）八月立為梁王，咸和元年（326年）十二月去世。                                         |
| 第5任                    | 五世 | 梁王       | 司馬㻱   | 13年     | 359年－371年 | 武陵威王司馬晞之子，出繼司馬翘，升平三年（359年）十二月襲封梁王，咸安元年（371年）十一月與其父司馬晞為桓溫所廢。 |
| 第6任                    | 六世 | 梁王       | 司馬和   | 6年      | 387年－392年 | 司馬㻱之子，太元十二年（387年）九月復立為梁王，十七年（392年）六月去世。                                         |
| 第7任                    | 七世 | 梁王       | 司馬珍之 | 25年     | 393年－417年 | 司馬和之子，義熙十三年（417年），劉裕率軍北伐後秦，請為諮議參軍，後誣其罪害之。                                  |
| 國除                     |      |            |          |          |              | |

### 琅邪國→趙國
| 晉朝琅邪國（265年－277年） |      |            |        |          |              | |
| 晉朝趙國（277年－301年）   |      |            |        |          |              | |
| 傳位                       | 世   | 稱號及諡號 | 姓名   | 在位年數 | 在位時間     | 備註 |
| 第1任                      | 始封 | 琅邪王     | 司馬倫 | 13年     | 265年－277年 | 晉宣帝司馬懿第九子。原為曹魏東安子，泰始元年（265年）十二月封琅邪王，咸寧三年（277年）八月徙封趙王，永寧元年（301年）正月自立為晉皇帝。 |
| 第1任                      | 始封 | 趙王       | 司馬倫 | 25年     | 277年－301年 | 晉宣帝司馬懿第九子。原為曹魏東安子，泰始元年（265年）十二月封琅邪王，咸寧三年（277年）八月徙封趙王，永寧元年（301年）正月自立為晉皇帝。 |
| 即皇帝位                   |      |            |        |          |              | |

### 濟陽國→京兆國
| 晉朝濟陽國（300年） |      |            |        |          |          | |
| 晉朝京兆國（301年） |      |            |        |          |          | |
| 傳位                | 世   | 稱號及諡號 | 姓名   | 在位年數 | 在位時間 | 備註                                                                                                   |
| 第1任               | 始封 | 濟陽王     | 司馬馥 | 1年      | 300年    | 趙王司馬倫之子，永康元年（300年）四月封濟陽王，永寧元年（301年）正月徙封京兆王，四月與司馬倫一起被殺。 |
| 第1任               | 始封 | 京兆王     | 司馬馥 | 1年      | 301年    | 趙王司馬倫之子，永康元年（300年）四月封濟陽王，永寧元年（301年）正月徙封京兆王，四月與司馬倫一起被殺。 |

### 汝陰國→廣平國
| 晉朝汝陰國（300年） |      |            |        |          |          | |
| 晉朝廣平國（301年） |      |            |        |          |          | |
| 傳位                | 世   | 稱號及諡號 | 姓名   | 在位年數 | 在位時間 | 備註                                                                                                   |
| 第1任               | 始封 | 汝陰王     | 司馬虔 | 1年      | 300年    | 趙王司馬倫之子，永康元年（300年）四月封汝陰王，永寧元年（301年）正月徙封廣平王，四月與司馬倫一起被殺。 |
| 第1任               | 始封 | 廣平王     | 司馬虔 | 1年      | 301年    | 趙王司馬倫之子，永康元年（300年）四月封汝陰王，永寧元年（301年）正月徙封廣平王，四月與司馬倫一起被殺。 |

### 霸城國
| 晉朝霸城國（265年－302年） |      |            |        |          |          |                                                                           |
| 傳位                       | 世   | 稱號及諡號 | 姓名   | 在位年數 | 在位時間 | 備註                                                                      |
| 第1任                      | 始封 | 霸城王     | 司馬詡 | 1年      | 301年    | 趙王司馬倫之子，永寧元年（301年）正月徙封霸城縣王，四月與司馬倫一起被殺。 |

## 文帝系藩王

### 齊國→樂平國→齊國
| 晉朝齐國（265年－302年）   |      |            |          |          |              | |
| 晉朝乐平國（302年－303年） |      |            |          |          |              | |
| 晉朝齐國（303年－420年）   |      |            |          |          |              | |
| 傳位                       | 世   | 稱號及諡號 | 姓名     | 在位年數 | 在位時間     | 備註 |
| 第1任                      | 始封 | 齊獻王     | 司馬攸   | 19年     | 265年－283年 | 晉文帝司馬昭第二子，出繼伯父司馬師。原為曹魏安昌侯，泰始元年（265年）十二月封齊王，太康四年（283年）三月去世。                                       |
| 第2任                      | 二世 | 齊武閔王   | 司馬冏   | 19年     | 284年－302年 | 司馬攸之子，永興元年（302年）十二月被殺。 |
| 第3任                      | 三世 | 齊王       | 司馬照   | ？       | 302年        | 東萊王司馬蕤之子，永興元年（302年）封齊王，以後不明。                                                                                                |
| 第4任                      | 三世 | 樂平王     | 司馬超   | 2年      | 302年－303年 | 司馬冏之子。原為淮南王，後被廢，永興元年（302年）十二月封樂平縣王，以奉司馬冏之祀，翌年四月復封齊王。永嘉五年（311年）六月劉聰破洛陽，沒於亂軍之中。 |
| 第4任                      | 三世 | 齊王       | 司馬超   | 9年      | 303年－311年 | 司馬冏之子。原為淮南王，後被廢，永興元年（302年）十二月封樂平縣王，以奉司馬冏之祀，翌年四月復封齊王。永嘉五年（311年）六月劉聰破洛陽，沒於亂軍之中。 |
| 世系中斷                   |      |            |          |          |              | |
| 第5任                      | 三世 | 齊王       | 司馬柔之 | 10年以上 | ？－402年    | 南頓王司馬宗之孫，太元年間（276-396）紹封齊王，元興元年（402年）二月被桓玄軍殺害。                                                                   |
| 第6任                      | 四世 | 齊王       | 司馬建之 | 18年     | 403年－420年 | 司馬柔之之子，元熙二年（420年）宋代晋，國除。 |

### 濟陽國
| 晉朝濟陽國（301年－302年） |      |            |        |          |              |                                                                                    |
| 傳位                       | 世   | 稱號及諡號 | 姓名   | 在位年數 | 在位時間     | 備註                                                                               |
| 第1任                      | 始封 | 濟陽王     | 司馬英 | 2年      | 301年－302年 | 齊武閔王司馬冏之子，永寧元年（301年）十二月封濟陽王，永興元年（302年）十二月被囚。 |

### 城陽國→東海國→清河國
| 晉朝城陽國（269年－273年） |      |            |          |          |              | |
| 晉朝東海國（273年－277年） |      |            |          |          |              | |
| 晉朝清河國（277年－289年） |      |            |          |          |              | |
| 晉朝清河國（289年－311年） |      |            |          |          |              | |
| 傳位                       | 世   | 稱號及諡號 | 姓名     | 在位年數 | 在位時間     | 備註 |
| 第1任                      | 始封 | 城陽哀王   | 司馬兆   | －       | －           | 晉文帝司馬昭第三子，早卒，泰始五年（269年）十一月追封。                                                                                     |
| 第2任                      | 二世 | 城陽懷王   | 司马景度 | 2年      | 269年－270年 | 晉武帝司馬炎第四子，泰始五年（269年）十一月出繼司馬兆，襲封城陽王，明年七月去世。                                                           |
| 第3任                      | 二世 | 城陽殤王   | 司馬憲   | 1年      | 271年        | 晉武帝司馬炎第五子，泰始七年（271年）五月出繼司馬兆，襲封城陽王，同年八月去世。                                                             |
| 第4任                      | 二世 | 东海冲王   | 司馬祗   | 1年      | 273年        | 晉武帝司馬炎第六子。泰始九年（273年）三月出繼司馬兆，改封東海王，同年六月去世。                                                             |
| 第5任                      | 二世 | 清河康王   | 司馬遐   | 24年     | 277年－300年 | 晉武帝司馬炎第十三子。咸寧三年（277年）八月出繼司馬兆，改封清河王，太康十年（289年）增以勃海郡作為清河國的支郡，永康元年（300年）六月去世。 |
| 第6任                      | 三世 | 清河王     | 司馬覃   | 2年      | 301年－302年 | 司馬遐長子，太安元年（302年）五月立為皇太子，永興元年（304年）二月復為清河王，永嘉二年（308年）二月為司馬越殺害。                           |
| 第6任                      | 三世 | 清河王     | 司馬覃   | 5年      | 304年－308年 | 司馬遐長子，太安元年（302年）五月立為皇太子，永興元年（304年）二月復為清河王，永嘉二年（308年）二月為司馬越殺害。                           |
| 第7任                      | 三世 | 清河王     | 司馬籥   | 4年      | 308年－311年 | 司馬遐第二子。本為新蔡王，永嘉二年（308年）還封清河王，後來疑在永嘉五年（311年）四月與東海世子司馬毗及宗室四十七王一起被石勒俘虜。          |

### 遼東國→東萊國
| 晉朝遼東國（277年－283年） |      |            |          |          |              | |
| 晉朝東萊國（283年－301年） |      |            |          |          |              | |
| 傳位                       | 世   | 稱號及諡號 | 姓名     | 在位年數 | 在位時間     | 備註 |
| 第1任                      | 始封 | 遼東悼惠王 | 司馬定國 | －       | －           | 晉文帝司馬昭第四子，早卒，追封。 |
| 第2任                      | 二世 | 遼東王     | 司馬蕤   | 7年      | 277年－283年 | 齊獻王司馬攸長子，咸寧三年（277年）九月出繼司馬定國，襲封遼東王，太康四年（283年）五月徙封東萊王，永寧元年（301年）八月廢為庶人，徙居上庸。 |
| 第2任                      | 二世 | 東萊王     | 司馬蕤   | 19年     | 283年－301年 | 齊獻王司馬攸長子，咸寧三年（277年）九月出繼司馬定國，襲封遼東王，太康四年（283年）五月徙封東萊王，永寧元年（301年）八月廢為庶人，徙居上庸。 |
| 廢為庶人                   |      |            |          |          |              | |

### 廣漢國→北海國
| 晉朝廣漢國（277年－280年） |      |            |          |          |              | |
| 晉朝北海國（283年－302年） |      |            |          |          |              | |
| 傳位                       | 世   | 稱號及諡號 | 姓名     | 在位年數 | 在位時間     | 備註 |
| 第1任                      | 始封 | 廣漢殤王   | 司馬廣德 | －       | －           | 晉文帝司馬昭第五子，早卒，追封。                                                                                   |
| 第2任                      | 二世 | 廣漢沖王   | 司馬贊   | 4年      | 277年－280年 | 齊獻王司馬攸第五子，咸寧三年（277年）九月出繼司馬廣德，襲封廣漢王，太康元年（280年）十二月去世。                   |
| 第3任                      | 二世 | 北海王     | 司馬寔   | 20年     | 283年－302年 | 齊獻王司馬攸第二子。原為長樂亭侯，太康四年（283年）二月出繼司馬廣德，改封北海王，太安元年（302年）十二月廢為庶人。 |
| 廢為庶人                   |      |            |          |          |              | |

### 樂安國→廣陽國
| 晉朝樂安國（265年－302年） |      |            |        |          |              | |
| 晉朝廣陽國（302年）        |      |            |        |          |              | |
| 傳位                       | 世   | 稱號及諡號 | 姓名   | 在位年數 | 在位時間     | 備註 |
| 第1任                      | 始封 | 樂安平王   | 司馬鑒 | 33年     | 265年－297年 | 晉文帝司馬昭第六子。原為曹魏臨泗亭侯，泰始元年（265年）十二月封樂安王，元康七年（297年）去世。               |
| 第2任                      | 二世 | 樂安殤王   | 司馬籍 | 3年      | 298年－300年 | 司馬鑒之子，去世，無子。                                                                                     |
| 第3任                      | 三世 | 樂安王     | 司馬冰 | 2年      | 301年－302年 | 齊武閔王司馬冏之子，永寧元年（301年）十二月出繼司馬鑒，襲封樂安王，永興元年（302年）徙封廣陽王，十二月被囚。 |
| 第3任                      | 三世 | 廣陽王     | 司馬冰 | 1年      | 302年        | 齊武閔王司馬冏之子，永寧元年（301年）十二月出繼司馬鑒，襲封樂安王，永興元年（302年）徙封廣陽王，十二月被囚。 |
| 国除                       |      |            |        |          |              | |

### 燕國
| 晉朝燕國（265年－302年） |      |            |        |          |           |                                                                                       |
| 傳位                     | 世   | 稱號及諡號 | 姓名   | 在位年數 | 在位時間  | 備註                                                                                  |
| 第1任                    | 始封 | 燕王       | 司馬機 | ？       | 265年－？ | 晉文帝司馬昭第七子。原為曹魏清惠亭侯，泰始元年（265年）十二月封燕王，後來去世，無子。 |
| 第2任                    | 三世 | 燕王       | 司馬幾 | ？       | ？－302年 | 齊武閔王司馬冏之子，出繼司馬機，永興元年（302年）十二月被囚。                         |
| 國絕                     |      |            |        |          |           |                                                                                       |

### 樂平國
| 晉朝樂平國（280年） |      |            |          |          |            |                                                                 |
| 傳位                | 世   | 稱號及諡號 | 姓名     | 在位年數 | 在位時間   | 備註                                                            |
| 第1任               | 始封 | 樂平王     | 司馬延祚 | ？       | 280年 - ？ | 晉文帝司馬昭第九子，太康元年（280年）封樂平王，不久去世，國除。 |

## 武帝系藩王

### 毗陵國
| 晉朝毗陵國（289年－291年） |      |            |        |          |              |                                                                                            |
| 傳位                       | 世   | 稱號及諡號 | 姓名   | 在位年數 | 在位時間     | 備註                                                                                       |
| 第1任                      | 始封 | 毗陵悼王   | 司馬軌 | －       | －           | 晉武帝司馬炎長子。早卒，太康十年（289年）追封。                                            |
| 第2任                      | 二世 | 毗陵王     | 司馬儀 | 3年      | 289年－291年 | 楚王司馬瑋之子，太康十年（289年）十一月出繼司馬軌，襲封毗陵王，元康元年（291年）五月去世。 |
| 國絕                       |      |            |        |          |              |                                                                                            |

### 汝南國→南陽國→秦國
| 晉朝汝南國（270年－277年） |      |            |        |          |              | |
| 晉朝南陽國（277年－289年） |      |            |        |          |              | |
| 晉朝秦國（289年－312年）   |      |            |        |          |              | |
| 傳位                       | 世   | 稱號及諡號 | 姓名   | 在位年數 | 在位時間     | 備註 |
| 第1任                      | 始封 | 汝南王     | 司馬柬 | 8年      | 270年－277年 | 晉武帝司馬炎第三子。泰始六年（270年）十一月封汝南王，咸寧三年（277年）八月徙封南陽王。太康十年（289年）十一月徙封秦王，以始平等郡為秦國的支郡，食邑八萬戶。元康元年（291年）九月去世。 |
| 第1任                      | 始封 | 南陽王     | 司馬柬 | 13年     | 277年－289年 | 晉武帝司馬炎第三子。泰始六年（270年）十一月封汝南王，咸寧三年（277年）八月徙封南陽王。太康十年（289年）十一月徙封秦王，以始平等郡為秦國的支郡，食邑八萬戶。元康元年（291年）九月去世。 |
| 第1任                      | 始封 | 秦獻王     | 司馬柬 | 3年      | 289年－291年 | 晉武帝司馬炎第三子。泰始六年（270年）十一月封汝南王，咸寧三年（277年）八月徙封南陽王。太康十年（289年）十一月徙封秦王，以始平等郡為秦國的支郡，食邑八萬戶。元康元年（291年）九月去世。 |
| 第2任                      | 二世 | 秦悼王     | 司馬郁 | 9年      | 292年－300年 | 淮南忠壯王司馬允之子，出繼司馬柬，永康元年（300年）八月遇害。 |
| 第3任                      | 二世 | 秦王       | 司馬鄴 | 11年     | 302年－312年 | 吳孝王司馬晏之子。永寧二年（302年）出繼司馬柬，襲封秦王，永嘉六年（312年）九月立為皇太子。                                                                                             |
| 立為皇太子                 |      |            |        |          |              | |

### 始平國→漢國→濟南國
| 晉朝始平國（277年）     |      |            |        |          |              | |
| 晉朝漢國（289年－？）   |      |            |        |          |              | |
| 晉朝濟南國（？－311年） |      |            |        |          |              | |
| 傳位                    | 世   | 稱號及諡號 | 姓名   | 在位年數 | 在位時間     | 備註 |
| 第1任                   | 始封 | 始平哀王   | 司馬裕 | 1年      | 277年        | 晉武帝司馬炎第七？八？子，咸寧三年（277年）正月封始平王，不久去世。                                                               |
| 第2任                   | 二世 | 漢王       | 司馬迪 | 12年     | 289年－300年 | 淮南忠壯王司馬允子。太康十年（289年）十一月出繼司馬裕，改封漢王，永康元年（300年）八月遇害。                                      |
| 第3任                   | 二世 | 漢王       | 司馬固 | 12年     | 301年－？    | 吳孝王司馬晏第四子。永寧元年（301年）七月立為漢王，永嘉年間（307-312）徙封濟南王，永嘉五年（311年）六月劉聰破洛陽，沒於亂軍之中。 |
| 第3任                   | 二世 | 濟南王     | 司馬固 |          | ？－311年    | 吳孝王司馬晏第四子。永寧元年（301年）七月立為漢王，永嘉年間（307-312）徙封濟南王，永嘉五年（311年）六月劉聰破洛陽，沒於亂軍之中。 |
| 國絕                    |      |            |        |          |              | |

### 始平國→楚國→襄陽國
| 晉朝始平國（277年－289年） |      |            |        |          |              | |
| 晉朝楚國（289年－291年）   |      |            |        |          |              | |
| 晉朝襄陽國（301年－311年） |      |            |        |          |              | |
| 傳位                       | 世   | 稱號及諡號 | 姓名   | 在位年數 | 在位時間     | 備註 |
| 第1任                      | 始封 | 始平王     | 司馬瑋 | 13年     | 277年－289年 | 晉武帝司馬炎第九子。咸寧三年（277年）八月封始平王，太康十年（289年）十一月徙封楚王。元康元年（291年）六月被殺，永寧元年（301年）追謚。 |
| 第1任                      | 始封 | 楚隱王     | 司馬瑋 | 3年      | 289年－291年 | 晉武帝司馬炎第九子。咸寧三年（277年）八月封始平王，太康十年（289年）十一月徙封楚王。元康元年（291年）六月被殺，永寧元年（301年）追謚。 |
| 第2任                      | 二世 | 襄陽王     | 司馬範 | 11年     | 301年－311年 | 楚隱王司馬瑋之子。永寧元年（301年）九月封襄陽王，永嘉五年（311年）為石勒俘虜後殺害。                                                   |
| 國絕                       |      |            |        |          |              | |

### 濮陽國→淮南國
| 晉朝濮陽國（277年－289年）              |      |            |          |          |              | |
| 晉朝淮南國（289年－311年，？－400年代） |      |            |          |          |              | |
| 傳位                                    | 世   | 稱號及諡號 | 姓名     | 在位年數 | 在位時間     | 備註 |
| 第1任                                   | 始封 | 濮陽王     | 司馬允   | 13年     | 277年－289年 | 晉武帝司馬炎第十子，咸寧三年（277年）八月封濮陽王。太康十年（289年）十一月徙封淮南王，以廬江郡為淮南國的支郡。永康元年（300年）起兵討伐司馬倫，兵敗被殺。 |
| 第1任                                   | 始封 | 淮南忠壯王 | 司馬允   | 12年     | 289年－300年 | 晉武帝司馬炎第十子，咸寧三年（277年）八月封濮陽王。太康十年（289年）十一月徙封淮南王，以廬江郡為淮南國的支郡。永康元年（300年）起兵討伐司馬倫，兵敗被殺。 |
| 第2任                                   | 二世 | 淮南王     | 司馬超   | 2年      | 301年－302年 | 齊武閔王司馬冏之子，永寧元年（301年）十二月出繼司馬允，襲封淮南王，太安元年（302年）十二月囚于金墉城。                                                    |
| 第3任                                   | 二世 | 淮南王     | 司馬祥   | ？       | ？－311年    | 吳孝王司馬晏第二子。本為宜都王，永嘉年間（307-312）出繼司馬允，襲封淮南王，永嘉五年（311年）六月劉聰破洛陽，沒於亂軍之中。                                |
| 國絕                                    |      |            |          |          |              | |
| 第4任                                   | 四世 | 淮南王     | 司馬叔璠 | ？       | ？－400年代  | 河間景王司馬曇之之子，東晉後期出繼司馬允，襲封淮南王。桓玄之亂時北奔，先後出仕南燕、後秦、大夏、北魏。                                                    |

### 代國→中都國
| 晉朝代國（289年－？）      |      |            |        |          |              |                                                                                       |
| 晉朝中都國（304年－306年） |      |            |        |          |              |                                                                                       |
| 傳位                       | 世   | 稱號及諡號 | 姓名   | 在位年數 | 在位時間     | 備註                                                                                  |
| 第1任                      | 始封 | 代哀王     | 司馬演 | ？       | 289年－？    | 晉武帝司馬炎第十一子，太康十年（289年）十一月封代王，後來去世。                       |
| 第2任                      | 二世 | 中都王     | 司馬廓 | 3年      | 304年－306年 | 成都王司馬穎之子，出繼司馬演，改封中都王。光熙元年（306年）十月與其父司馬穎一起被殺。 |

### 新都國
| 晉朝新都國（277年－283年） |      |            |        |          |              |                                                                                                |
| 傳位                       | 世   | 稱號及諡號 | 姓名   | 在位年數 | 在位時間     | 備註                                                                                           |
| 第1任                      | 始封 | 新都懷王   | 司馬該 | 7年      | 277年－283年 | 晉武帝司馬炎第十二子。咸寧三年（277年）八月封新都王，太康四年（283年）十一月去世。无子，国除。 |

### 新蔡國
| 晉朝新蔡國（？－308年） |      |            |        |          |           | |
| 傳位                    | 世   | 稱號及諡號 | 姓名   | 在位年數 | 在位時間  | 備註 |
| 第1任                   | 始封 | 新蔡王     | 司馬籥 | ？       | ？－308年 | 晉武帝司馬炎第十三子清河康王司馬遐第二子，晉惠帝末年封為新蔡王，永嘉二年（308年）清河王司馬覃被殺後，紹封清河王。 |

### 上庸國→豫章國
| 晉朝上庸國（？－306年）    |      |            |        |          |              | |
| 晉朝豫章國（306年－307年） |      |            |        |          |              | |
| 傳位                       | 世   | 稱號及諡號 | 姓名   | 在位年數 | 在位時間     | 備註 |
| 第1任                      | 始封 | 上庸王     | 司馬詮 |          | ？－306年    | 清河康王司馬遐第三子，晉惠帝末年封為上庸王。光熙元年（306年）十一月改封豫章王，以临川、鄱阳二郡為豫章國的支郡，永嘉元年（307年）三月立為皇太子。 |
| 第1任                      | 始封 | 豫章王     | 司馬詮 | 2年      | 306年－307年 | 清河康王司馬遐第三子，晉惠帝末年封為上庸王。光熙元年（306年）十一月改封豫章王，以临川、鄱阳二郡為豫章國的支郡，永嘉元年（307年）三月立為皇太子。 |

### 廣川國→豫章國
| 晉朝廣川國（？－307年）    |      |            |        |          |              | |
| 晉朝豫章國（307年－311年） |      |            |        |          |              | |
| 傳位                       | 世   | 稱號及諡號 | 姓名   | 在位年數 | 在位時間     | 備註 |
| 第1任                      | 始封 | 廣川王     | 司馬端 |          | ？－307年    | 清河康王司馬遐第四子，晉惠帝末年封為廣川王，永嘉元年（307年）三月晉懷帝立為豫章王，以临川、鄱阳二郡為豫章國的支郡，五年（311年）六月被苟晞立為皇太子。 |
| 第1任                      | 始封 | 豫章王     | 司馬端 | 5年      | 307年－311年 | 清河康王司馬遐第四子，晉惠帝末年封為廣川王，永嘉元年（307年）三月晉懷帝立為豫章王，以临川、鄱阳二郡為豫章國的支郡，五年（311年）六月被苟晞立為皇太子。 |

### 汝陰國
| 晉朝汝陰國（？－286年） |      |            |        |          |           |                                                                               |
| 傳位                    | 世   | 稱號及諡號 | 姓名   | 在位年數 | 在位時間  | 備註                                                                          |
| 第1任                   | 始封 | 汝陰哀王   | 司馬謨 | ？       | ？－286年 | 晉武帝司馬炎第十四？十五？十六？子。約咸寧三年後封王，太康七年（286年）去世。 |

### 長沙國→常山國→長沙國
| 晉朝長沙國（289年－291年） |      |            |        |          |              | |
| 晉朝常山國（291年－301年） |      |            |        |          |              | |
| 晉朝長沙國（301年－311年） |      |            |        |          |              | |
| 傳位                       | 世   | 稱號及諡號 | 姓名   | 在位年數 | 在位時間     | 備註 |
| 第1任                      | 始封 | 長沙王     | 司馬乂 | 3年      | 289年－291年 | 晉武帝司馬炎第十七子。太康十年（289年）十一月封長沙王，以衡陽郡為長沙國的支郡。元康元年（291年）八月降封常山王，永寧元年（301年）復封長沙王，太安二年（303年）幽於金墉城，尋為張方所害。 |
| 第1任                      | 始封 | 常山王     | 司馬乂 | 11年     | 291年－301年 | 晉武帝司馬炎第十七子。太康十年（289年）十一月封長沙王，以衡陽郡為長沙國的支郡。元康元年（291年）八月降封常山王，永寧元年（301年）復封長沙王，太安二年（303年）幽於金墉城，尋為張方所害。 |
| 第1任                      | 始封 | 長沙厲王   | 司馬乂 | 3年      | 301年－303年 | 晉武帝司馬炎第十七子。太康十年（289年）十一月封長沙王，以衡陽郡為長沙國的支郡。元康元年（291年）八月降封常山王，永寧元年（301年）復封長沙王，太安二年（303年）幽於金墉城，尋為張方所害。 |
| 第2任                      | 二世 | 長沙王     | 司馬碩 | 4年      | 308年－311年 | 司馬乂之子，永嘉二年（308年）十二月復封長沙王，永嘉五年（311年）六月劉聰破洛陽，沒於亂軍之中。                                                                                           |

### 臨淮國
| 晉朝臨淮國（308年－311年） |      |            |        |          |              |                                                                                          |
| 傳位                       | 世   | 稱號及諡號 | 姓名   | 在位年數 | 在位時間     | 備註                                                                                     |
| 第1任                      | 始封 | 臨淮王     | 司馬尟 | 4年      | 308年－311年 | 長沙厲王司馬乂之子。永嘉二年（308年）十二月封臨淮王，疑在五年（311年）六月沒於洛陽戰亂。 |
| 國絕                       |      |            |        |          |              |                                                                                          |

### 成都國→華容國
| 晉朝成都國（289年－304年） |      |            |        |          |                | |
| 晉朝華容國                 |      |            |        |          |                | |
| 晉朝成都國                 |      |            |        |          |                | |
| 傳位                       | 世   | 稱號及諡號 | 姓名   | 在位年數 | 在位時間       | 備註 |
| 第1任                      | 始封 | 成都王     | 司馬穎 | 16年     | 289年－304年   | 晉武帝司馬炎第十九子。太康十年（289年）十一月封成都王，以广汉、犍为、汶山三郡為成都國的支郡，食邑十万户。永安元年（304年）改分南郡之华容县、州陵县、监利县及新设丰都县共四县设成都郡为封国；三月立為皇太弟。 |
| 第2任                      | 二世 | 華容王     | 司馬遵 | 5年?     | 307年?－311年? | 東萊王司馬蕤之子，永嘉初（307?）出繼司馬穎，改封華容縣王，後復封成都王，割南郡四縣為成都國。後沒於賊。建興年間（313-316）國除                                                                                |
| 第2任                      | 二世 | 成都王     | 司馬遵 |          |                | 東萊王司馬蕤之子，永嘉初（307?）出繼司馬穎，改封華容縣王，後復封成都王，割南郡四縣為成都國。後沒於賊。建興年間（313-316）國除                                                                                |

### 廬江國
| 晉朝廬江國（304年－306年） |      |            |        |          |              |                                                                                          |
| 傳位                       | 世   | 稱號及諡號 | 姓名   | 在位年數 | 在位時間     | 備註                                                                                     |
| 第1任                      | 始封 | 廬江王     | 司馬普 | 3年      | 304年－306年 | 成都王司馬穎之子，永安元年（304年）封廬江王，光熙元年（306年）十月與其父司馬穎一起被殺。 |
| 國絕                       |      |            |        |          |              |                                                                                          |

### 吳國→賓徒國→吳國
| 晉朝吳國（289年－300年）   |      |            |        |          |              | |
| 晉朝賓徒國（300年－301年） |      |            |        |          |              | |
| 晉朝吳國（301年－311年）   |      |            |        |          |              | |
| 傳位                       | 世   | 稱號及諡號 | 姓名   | 在位年數 | 在位時間     | 備註 |
| 第1任                      | 始封 | 吳王       | 司馬晏 | 12年     | 289年－300年 | 晉武帝司馬炎第二十三子。太康十年（289年）十一月封吳王，以丹楊、吳興二郡為吳國的支郡。永康元年（300年）八月貶為賓徒縣王，永寧元年（301年）六月復封吳王，永嘉五年（311年）六月劉聰破洛陽，沒於亂軍之中。 |
| 第1任                      | 始封 | 賓徒王     | 司馬晏 | 2年      | 300年－301年 | 晉武帝司馬炎第二十三子。太康十年（289年）十一月封吳王，以丹楊、吳興二郡為吳國的支郡。永康元年（300年）八月貶為賓徒縣王，永寧元年（301年）六月復封吳王，永嘉五年（311年）六月劉聰破洛陽，沒於亂軍之中。 |
| 第1任                      | 始封 | 吳孝王     | 司馬晏 | 11年     | 301年－311年 | 晉武帝司馬炎第二十三子。太康十年（289年）十一月封吳王，以丹楊、吳興二郡為吳國的支郡。永康元年（300年）八月貶為賓徒縣王，永寧元年（301年）六月復封吳王，永嘉五年（311年）六月劉聰破洛陽，沒於亂軍之中。 |
| 國絕                       |      |            |        |          |              | |

### 南平國→宜都國
| 晉朝南平國（？－301年） |      |            |        |          |           | |
| 晉朝宜都國（301年－？） |      |            |        |          |           | |
| 傳位                    | 世   | 稱號及諡號 | 姓名   | 在位年數 | 在位時間  | 備註 |
| 第1任                   | 始封 | 南平王     | 司馬祥 | ？       | ？－301年 | 吳孝王司馬晏第二子，初封南平王，永寧元年（301年）八月徙封宜都王。永嘉年間（307-312）出繼淮南忠壯王司馬允，襲封淮南王。 |
| 第1任                   | 始封 | 宜都王     | 司馬祥 | ？       | 301年－？ | 吳孝王司馬晏第二子，初封南平王，永寧元年（301年）八月徙封宜都王。永嘉年間（307-312）出繼淮南忠壯王司馬允，襲封淮南王。 |

### 新都國→濟陰國
| 晉朝新都國（？－？）    |      |            |        |          |           | |
| 晉朝濟陰國（？－311年） |      |            |        |          |           | |
| 傳位                    | 世   | 稱號及諡號 | 姓名   | 在位年數 | 在位時間  | 備註 |
| 第1任                   | 始封 | 新都王     | 司馬衍 | ？       | ？        | 吳孝王司馬晏第五子，初封新都王，永嘉年間（307-312）徙封濟陰王，永嘉五年（311年）六月劉聰破洛陽，沒於亂軍之中。 |
| 第1任                   | 始封 | 濟陰王     | 司馬衍 |          | ？－311年 | 吳孝王司馬晏第五子，初封新都王，永嘉年間（307-312）徙封濟陰王，永嘉五年（311年）六月劉聰破洛陽，沒於亂軍之中。 |

### 勃海國
| 晉朝勃海國 |    |            |        |          |          |                                                           |
| 傳位       | 世 | 稱號及諡號 | 姓名   | 在位年數 | 在位時間 | 備註                                                      |
| －         | － | 勃海殤王   | 司馬恢 | －       | －       | 晉武帝司馬炎第二十四子，太康五年（284年）去世，追封為王。 |

### 豫章國
| 晉朝豫章國（289年－304年） |      |            |        |          |              | |
| 傳位                       | 世   | 稱號及諡號 | 姓名   | 在位年數 | 在位時間     | 備註 |
| 第1任                      | 始封 | 豫章王     | 司馬熾 | 16年     | 289年－304年 | 晉武帝司馬炎第二十五子。太康十年（289年）十一月封豫章王，以临川、鄱阳二郡為豫章國的支郡。永興元年（304年）十二月立為皇太弟。 |

## 惠帝系藩王

### 廣陵國
| 晉朝廣陵國（289年－290年） |      |            |        |          |              | |
| 傳位                       | 世   | 稱號及諡號 | 姓名   | 在位年數 | 在位時間     | 備註 |
| 第1任                      | 始封 | 廣陵王     | 司馬遹 | 2年      | 289年－290年 | 晉惠帝司馬衷長子。太康十年（289年）十一月封廣陵王，以臨淮郡為廣陵國的支郡，食邑五萬戶。永熙元年（290年）八月立為皇太子。 |

### 南陽國
| 晉朝南阳國 |    |            |        |          |          |                                                         |
| 傳位       | 世 | 稱號及諡號 | 姓名   | 在位年數 | 在位時間 | 備註                                                    |
| －         | － | 南陽王     | 司馬虨 | －       | －       | 晉愍懷太子司馬遹長子，早卒，永康元年（300年）四月追封。 |

### 臨淮國→濮陽國
| 晉朝临淮國（300年） |      |            |        |          |          | |
| 晉朝濮陽國（301年） |      |            |        |          |          | |
| 傳位                | 世   | 稱號及諡號 | 姓名   | 在位年數 | 在位時間 | 備註 |
| 第1任               | 始封 | 臨淮王     | 司馬臧 | 1年      | 300年    | 晉愍懷太子司馬遹第二子，永康元年（300年）四月封臨淮王，五月立為皇太孫。永寧元年（301年）正月被趙王司馬倫廢為濮陽王，不久被殺。太安元年（302年），追謚曰哀太孫。 |
| 第1任               | 始封 | 濮陽王     | 司馬臧 | 1年      | 301年    | 晉愍懷太子司馬遹第二子，永康元年（300年）四月封臨淮王，五月立為皇太孫。永寧元年（301年）正月被趙王司馬倫廢為濮陽王，不久被殺。太安元年（302年），追謚曰哀太孫。 |

### 襄陽國
| 晉朝襄阳國（300年－301年） |      |            |        |          |              |                                                                             |
| 傳位                       | 世   | 稱號及諡號 | 姓名   | 在位年數 | 在位時間     | 備註                                                                        |
| 第1任                      | 始封 | 襄陽王     | 司馬尚 | 2年      | 300年－301年 | 晉愍懷太子司馬遹第三子。永康元年（300年）五月封襄陽王，明年五月立為皇太孫。 |

## 元帝系藩王

### 會稽國
| 晉朝會稽國（327年－417年） |      |            |          |          |              | |
| 傳位                       | 世   | 稱號及諡號 | 姓名     | 在位年數 | 在位時間     | 備註 |
| 第1任                      | 始封 | 會稽王     | 司馬昱   | 39年     | 327年－365年 | 晉元帝司馬睿之子。本為琅邪王，咸和二年（327年）十二月徙封會稽王，興寧三年（365年）七月復封琅邪王。                          |
| －                         | 二世 | 會稽思世子 | 司馬道生 | －       | －           | 晉簡文帝司馬昱長子，早卒，追謚。                                                                                            |
| 第2任                      | 二世 | 會稽王     | 司馬曜   | 8年      | 365年－372年 | 晉簡文帝司馬昱之子，興寧三年（365年）七月封琅邪王，咸安二年（372年）七月立為皇太子。                                        |
| 第3任                      | 二世 | 會稽文孝王 | 司馬道子 | 11年     | 392年－402年 | 晉簡文帝司馬昱之子。咸安二年（372年）七月封琅邪王，領會稽國。太元十七年（392年）徙封會稽王，元興元年（402年）二月遷於安成。 |
| －                         | 三世 | 會稽忠世子 | 司馬元顯 | －       | －           | 司馬道子之子，元興元年（402年）被殺，追謚。                                                                                 |
| 第4任                      | 五世 | 會稽悼王   | 司馬脩之 | 13年     | 405年－417年 | 臨川王司馬寶之子。義熙元年（405年）八月出繼司馬道子，襲封會稽王，十三年（417年）去世，無子，國除。                          |

## 明帝系藩王

### 吳國
| 晉朝吳國（326年－327年） |      |            |        |          |              |                                                                                |
| 傳位                     | 世   | 稱號及諡號 | 姓名   | 在位年數 | 在位時間     | 備註                                                                           |
| 第1任                    | 始封 | 吳王       | 司馬岳 | 2年      | 326年－327年 | 晉明帝司馬紹之子，咸和元年（326年）十月封吳王，二年（327年）十二月襲封琅邪王。 |

## 簡文帝系藩王

### 臨川國
| 晉朝臨川國（374年－420年） |      |            |        |          |              |                                                                                                  |
| 傳位                       | 世   | 稱號及諡號 | 姓名   | 在位年數 | 在位時間     | 備註                                                                                             |
| 第1任                      | 始封 | 臨川獻王   | 司馬郁 | －       | －           | 晉簡文帝司馬昱之子，早卒，寧康二年（374年）追封謚。                                              |
| 第2任                      | 三世 | 臨川王     | 司馬寶 | 37年     | 384年－420年 | 武陵威王司馬晞曾孫，太元九年（384年）正月出繼司馬郁，襲封臨川王，元熙二年（420年）宋代晉，國除。 |

## 异姓藩王

### 陳留國
| 魏後－陳留國（265年－479年）        |      |                   |        |          |              |                                                                                      |
| 傳位                                | 世   | 稱號及諡號        | 姓名   | 在位年數 | 在位時間     | 備註                                                                                 |
| 第1任                               | 始封 | 陳留王 （魏元帝） | 曹奂   | 38年     | 265年－302年 | 魏燕王曹宇之子。本魏皇帝，泰始元年（265年）十二月廢為陳留王，太安元年（302年）去世。 |
| 第2任                               | 二世 | 陳留王            | ？     | ？       | ？－？       | 身份不詳。                                                                           |
| 第3任                               | 三世 | 陳留王            | 曹勱   | 33年     | 326年－358年 | 曹操玄孫，咸和元年（326年）十月立為陳留王，升平二年（358年）十月去世。               |
| 第4任                               | 四世 | 陳留王            | 曹恢   | 16年     | 363年－378年 | 曹勱世子，興寧元年（363年）十月立為陳留王，太元三年（378年）五月去世。               |
| 第5任                               | 五世 | 陳留王            | 曹靈誕 | 26年     | 383年－408年 | 曹恢世子，太元八年（383年）十一月立為陳留王，義熙四年（408年）十二月去世。           |
| 第6任                               | 六世 | 陳留王            | 曹虔嗣 | ？       | ？－420年    | 曹虔秀之兄，義熙囗年立為陳留王，永初元年（420年）七月去世。                          |
| 第7任                               | 六世 | 陳留王            | 曹虔秀 | 42年     | 421年－462年 | 曹虔嗣之弟，大明六年（462年）十一月去世。                                            |
| 第8任                               | 七世 | 陳留王            | 曹銑   | 11年     | 463年－473年 | 曹虔秀世子，元徽元年（473年）八月去世。                                              |
| 第9任                               | ？   | 陳留王            | 曹粲   | 6年      | 474年－479年 | 身份、出生不詳。                                                                     |
| 建元元年（479年）八月癸巳，省陈留国 |      |                   |        |          |              |                                                                                      |

### 代國
| 晉朝代國（315年－375年） |      |            |            |          |              |                                                                                |
| 傳位                     | 世   | 稱號及諡號 | 姓名       | 在位年數 | 在位時間     | 備註                                                                           |
| 第1任                    | 始封 | 代王       | 拓跋猗盧   | 2年      | 315年－316年 | 拓跋沙漠汗之子。本代公，建興三年（315年）二月晉爵代王，四年（316年）三月去世。 |
| 第2任                    | 二世 | 代王       | 拓跋普根   | －       | －           | 拓跋猗㐌長子，即位一月去世。                                                   |
| 第3任                    | 二世 | 代王       | 拓跋鬱律   | 5年      | 317年－321年 | 拓跋弗之子。                                                                   |
| 第4任                    | 二世 | 代王       | 拓跋賀傉   | 5年      | 322年－326年 | 拓跋猗㐌次子。                                                                 |
| 第5任                    | 二世 | 代王       | 拓跋紇那   | 5年      | 326年－330年 | 拓跋猗㐌之子，在位5年被拓跋翳槐奪位。                                          |
| 第6任                    | 三世 | 代王       | 拓跋翳槐   | 7年      | 330－336年   | 拓跋鬱律長子，在位7年被殺。                                                    |
| 第7任                    | 二世 | 代王       | 拓跋紇那   | 1年      | 336年        | 拓跋猗㐌之子，復立，在位1年去世。                                              |
| 第8任                    | 三世 | 代王       | 拓跋什翼犍 | 39年     | 337年－375年 | 拓跋鬱律次子，建國三十九年（375年）十二月，被前秦滅亡。                        |
| 被前秦滅亡               |      |            |            |          |              |                                                                                |

### 燕國
| 晉朝燕國（337年－352年） |      |            |        |          |              | |
| 傳位                     | 世   | 稱號及諡號 | 姓名   | 在位年數 | 在位時間     | 備註 |
| 第1任                    | 始封 | 燕王       | 慕容皝 | 12年     | 337年－348年 | 鮮卑慕容廆之子。咸康三年（337年）十一月自立為燕王，七年（341年）晉朝承認其王位，永和四年（348年）九月去世。 |
| 第2任                    | 二世 | 燕王       | 慕容儁 | 4年      | 349年－352年 | 慕容皝之子，永和八年（352年）四月自立為燕皇帝。                                                             |
| 自立為帝                 |      |            |        |          |              | |

### 楚國
| 晉朝楚國（403年） |      |            |      |          |          | |
| 傳位              | 世   | 稱號及諡號 | 姓名 | 在位年數 | 在位時間 | 備註 |
| －                | －   | 楚宣武王   | 桓溫 | －       | －       | 元興二年（403年）追封。 |
| 第1任             | 始封 | 楚王       | 桓玄 | 1年      | 403年    | 桓溫之子，元興二年（403年）立為楚王，以南郡、南平、宜都、天门、零陵、营阳、桂阳、衡阳、义阳、建平十郡為楚國，十二月登基為楚皇帝。 |
| 受禅称帝          |      |            |      |          |          | |

### 宋國
| 晉朝宋國（419年－420年） |      |            |      |          |              | |
| 傳位                     | 世   | 稱號及諡號 | 姓名 | 在位年數 | 在位時間     | 備註 |
| 第1任                    | 始封 | 宋王       | 刘裕 | 2年      | 419年－420年 | 元熙十二年（416年）封宋公，以彭城、沛郡、兰陵、下邳、淮阳、山阳、广陵、高平、鲁郡、泰山十郡為宋國。元熙元年（419年）六月進封宋王，增封海陵、东海、北谯、北梁、新蔡、北陈留、陈郡、汝南、颍川、荥阳十郡，二年（420年）受禪稱宋皇帝。 |
| 受禅称帝                 |      |            |      |          |              | |

## 參见
- 秦楚之際諸侯王列表
- 西漢藩王列表
- 東漢藩王列表
- 三國藩王列表
- 十六國藩王列表
- 南朝藩王列表
- 北朝藩王列表
  - 元魏藩王列表
- 隋朝藩王列表
- 唐朝王爵列表
- 五代十国藩王列表
- 宋朝王爵列表
- 辽朝王爵列表
- 金朝王爵列表
- 元朝藩王列表
- 明朝藩王列表
- 清朝藩王列表
- 清朝亲王列表
- 清朝郡王列表